# Муравник, Яков Матвеевич
Яков Матвеевич Муравник (1881 — 1937) — российский революционер, советский партийный деятель.

## Биография
Родился в еврейской семье Матвея Ашеровича и Берты Моисеевны, род происходит из колена Левитов, в каждом поколении был раввин. В семье было ещё 8 братьев и сестёр. Учился 1 год в сельском 2-классном училище, которое не закончил. Член РСДРП(б) с 1912. С 1914 по 1915 служил в царской армии, затем арестован за революционную деятельность. После освобождение, с 1916 по 1918 вновь в царской армии, при этом в 1917 арестовывался и освобождался. С 1918 член центрального штаба Красной гвардии Донбасса, военком участка фронта, дивизии в 10-й армии, потом до 1919 военком инспекции Главного управления военного снабжения РККА. С 1919 секретарь Кременчугского подпольного комитета КП(б) Украины, и затем в том же году председатель Киевского подпольного губернского революционного комитета. С 1920 и до ареста на партийной работе, с 1929 по 1931 слушатель Курсов марксизма-ленинизма при ЦК ВКП(б). 25 мая 1937 арестован НКВД, обвинялся в участии в контрреволюционной троцкистской организации. 12 декабря 1937 выездной сессией ВКВС СССР приговорён к ВМН и на следующий день расстрелян.

## Семья
- Жена, с 1925 — Надежда Львовна Гепнер, из Белостока, её отец — владелец кожевенного завода, получила хорошее образование, член РКП(б) с 1925, до 1937 работала в культурно-просветительском отделе Азово-Черноморского крайкома, и преподавала в Ростовском университете. В июле 1937 арестована, 3 июня 1938 расстреляна как ЧСИР.
  - Сын — Леонид Яковлевич Муравник (род. 1927), в 1937-1946 воспитывался в детдоме; окончил училище ВВС РККА, с середины 1950-х работал на заводе тракторных деталей в Орле, затем художник-оформитель в управлении «Мосметростроя».
    - Внучка — Галина Леонидовна Муравник, генетик.
- Брат — Наум Матвеевич Муравник, 1-й секретарь Троицкого районного комитета ВКП(б) Курской области, расстрелян в 1938.
- Брат — Михаил Матвеевич Муравник (род. 1901), член РКП(б) с 1917, офицер РККА, начальник Осоавиахим в Калуге, 1 ноября 1938 осуждён Особым совещанием при НКВД СССР на 8 лет ИТЛ, умер в трудовом лагере.
- Сёстры — Зоря, Фира и Ася.